# Ambleteuse
Ambleteuse è un comune francese di 1 915 abitanti situato sulle rive della Manica nel dipartimento del Passo di Calais nella regione dell'Alta Francia.
Il territorio comunale è bagnato dalle acque del fiume Slack, che vi ha qui il suo sfocio nella Manica.

## Storia
Giulio Cesare vi fece costruire un porto a cui destinò le navi che, insieme a quelle di Portus Itius, erano destinate a invadere l'attuale Gran Bretagna.
Enrico VIII, re d'Inghilterra, vi edificò due forti, conquistati nel 1556 dai Francesi di Enrico II.
Luigi XIV, re di Francia, vi fece anche edificare un altro forte - fort Mahon, anche conosciuto come fort de Vauban, - tuttora esistente e visitabile.

## Società

### Evoluzione demografica
Abitanti censiti